# 夏威夷群島

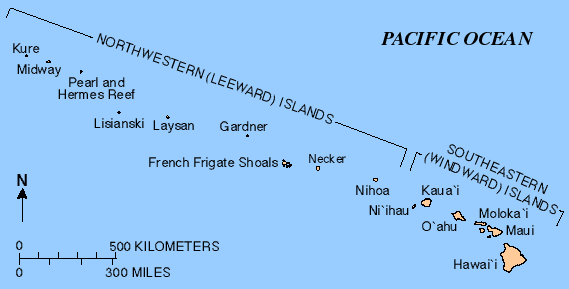
夏威夷群島

夏威夷群島（英語：Hawaiian Islands），舊稱三明治群島、山域治埃蘭（Sandwich Islands），太平洋中北部的岛群，波利尼西亚群岛的一部分，是由19個较大的島嶼和其他小岛組成的群島，成因多为火山岛或珊瑚岛。

夏威夷群島位處北緯19°至29°之間，北回归线穿过本群岛。属于太平洋、大洋洲，呈東南－西北向排列，共長2400公里，面积16705平方公里。其中面積最大的島为最東南的夏威夷島，當地人慣稱為「大島」，而人口最多則是作為夏威夷州首府檀香山所在的瓦胡島。最高点为冒纳凯阿火山（Mauna kea）海拔4205米。夏威夷群島屬於夏威夷-天皇海山鏈的一部份，而這些火山島是由地殼中的熱點所產生的。
夏威夷群島1959年設為美國領土的第五十州，為夏威夷州，是美国的两大海外州之一，首府在檀香山。该群岛还是世界著名的旅游胜地，其中毛依岛和考爱岛在2013年世界排名第一、第二。

## 氣候
夏威夷群島為熱帶氣候，但根據海拔高度和天氣的不同，也具有多種不同氣候。這些島嶼山地的東部和北部迎風面，由於受到信風的吹拂，有較多的地形降水。而西部和南部沿海地區，以及山地的背風側，往往比較乾燥。
一般來說，夏威夷群島低地的大部分降雨集中在冬季（十月至四月）。通常在5月到9月間比較乾燥。熱帶風暴和偶爾的颶風通常發生在7月到11月之間。

## 島嶼
庫克船長在1778年1月18日抵達此地，以約翰·孟塔古，第四代三明治伯爵之名將其命名為“三明治群島”（Sandwich Islands）。此名直到1840年代才被當地人所用的“夏威夷”（Hawaii）一詞取代。
夏威夷群島的總土地面積為16,636.5平方（6,423.4平方英里）。 除了中途島、約翰斯頓環礁（美國非合併非建制領土）及巴美拉環礁（美國合併非建制領土）以外，其餘島嶼和島礁都隸屬於美國的第50個州夏威夷州管理。
| 主要島嶼   | 土地面積                        | 人口 （2010年） | 人口密度 （每平方公里） | 最高點 （海拔）     | 地質年齡 （百萬年） |
| ---------- | ------------------------------- | --------------- | ----------------------- | ------------------- | ------------------- |
| 夏威夷島   | 10,432.5平方（4,028.0平方英里） | 185,079         | 17.7                    | 4,205（13,796英尺） | 0.4                 |
| 茂伊島     | 1,883.4平方（727.2平方英里）    | 144,444         | 76.7                    | 3,055（10,023英尺） | 1.3-0.8             |
| 瓦胡島     | 1,545.4平方（596.7平方英里）    | 953,207         | 616.8                   | 1,220（4,000英尺）  | 3.7-2.6             |
| 考艾島     | 1,430.5平方（552.3平方英里）    | 66,921          | 46.8                    | 1,598（5,243英尺）  | 5.1                 |
| 摩洛凱島   | 673.4平方（260.0平方英里）      | 7,345           | 10.9                    | 1,512（4,961英尺）  | 1.9-1.8             |
| 拉奈島     | 363.9平方（140.5平方英里）      | 3,135           | 8.6                     | 1,026（3,366英尺）  | 1.3                 |
| 尼豪島     | 180.0平方（69.5平方英里）       | 170             | 0.9                     | 381（1,250英尺）    | 4.9                 |
| 卡胡拉威島 | 115.5平方（44.6平方英里）       | 0               | 0                       | 452（1,483英尺）    | 1.0                 |